# Yangjingziwan
Yangjingziwan (kinesiska: 羊井子湾) är en socken i nordvästra Kina. Den ligger i Jinta härad i staden Jiuquan i provinsen Gansu,  omkring 610 kilometer nordväst om provinshuvudstaden Lanzhou. Antalet invånare är 5 030. Befolkningen består av 2 436 kvinnor och 2 594 män. Barn under 15 år utgör 20,0 %, vuxna 15-64 år 72 %, och äldre över 65 år 6,0 %.